# Andrei Vlad
Andrei Daniel Vlad (Târgoviște, 15 de abril de 1999) es un futbolista rumano que juega de portero en el F. C. Aktobe de la Liga Premier de Kazajistán.

## Trayectoria

### Inicios
Vlad jugó como juvenil para el CSŞ Târgovişte en su ciudad natal antes de unirse a la academia del CS Universitatea Craiova en 2015.
Hizo su debut como profesional el 7 de mayo de 2017, con 18 años, jugando los 90 minutos en una derrota por 0-1 en la Liga I frente a los eventuales campeones Viitorul Constanţa.

### FCSB
El 9 de julio de 2017, el FCSB anunció la firma de Vlad en un contrato de seis años con una cláusula de compra de 30 millones de euros.
Vlad jugó su primer partido con el Steaua el 9 de septiembre de 2017, también una derrota 0-1 contra Viitorul Constanţa. Su primera aparición en competiciones europeas fue el 23 de noviembre, cuando concedió dos goles en un partido de la fase de grupos de la UEFA Europa League contra Viktoria Plzeň.
El 15 de febrero de 2018, después de la salida del portero titular Florin Niţă al Sparta Praga, fue titular contra la Lazio en la ida de los dieciseisavos de final de la Europa League. Vlad logró mantener la portería imbatida y su equipo ganó 1-0.

## Selección nacional
El 2 de junio de 2021 debutó con la selección de Rumania en un amistoso ante Georgia que perdieron por 1-2.

## Clubes
| Club                  | País       | Año       |
| --------------------- | ---------- | --------- |
| Universitatea Craiova | Rumania    | 2016-2017 |
| FCSB                  | Rumania    | 2017-2024 |
| F. C. Aktobe          | Kazajistán | 2025-     |

## Palmarés

### Títulos nacionales
| Título               | Club | País    | Año  |
| -------------------- | ---- | ------- | ---- |
| Copa de Rumania      | FCSB | Rumania | 2020 |
| Liga I               | FCSB | Rumania | 2024 |
| Supercopa de Rumania | FCSB | Rumania | 2024 |